# Мануэль-Леон (Сан-Хосе-де-Грасия)
Мануэль-Леон (Сан-Хосе-де-Грасия) (исп. Manuel León (San José de Gracia)) — посёлок в восточной части Мексики, на территории штата Веракрус. Входит в состав муниципалитета Аматлан-де-лос-Рейес.

## Географическое положение
Мануэль-Леон расположен на востоке центральной части штата, к югу от реки Хамалы, на расстоянии приблизительно 71 километра к югу от города Халапа-Энрикеса, административного центра штата. Абсолютная высота — 657 метров над уровнем моря.

## Население
Согласно данным, полученным в ходе проведения официальной переписи 2005 года, в посёлке проживало 2129 человек (976 мужчин и 1153 женщины). Насчитывалось 543 дома. По возрастному диапазону население распределилось следующим образом: 36,3 % — жители младше 18 лет, 54 % — между 18 и 59 годами и 9,7 % — в возрасте 60 лет и старше. Уровень грамотности среди жителей старше 15 лет составлял 94,3 %.
По данным переписи 2010 года, численность населения Мануэль-Леона составляла 2295 человек. Динамика численности населения посёлка по годам:
| 2000 | 2005 | 2010 |
| ---- | ---- | ---- |
| 2085 | 2129 | 2295 |